# Касторф, Франк
Франк Касторф (нем. Frank Castorf; род. 17 июля 1951[…], Берлин) — немецкий театральный режиссёр, художественный руководитель театра «Фольксбюне».

## Биография
После службы в пограничных войсках, с 1971 по 1976 год изучал театроведение в Университете Гумбольда (Берлин). Его дипломная работа «Основные линии развития философских, идеологических и художественных-эстетических позиций Ионеско» была удостоена оценки «очень хорошо».
С 1976 по 1979 год он был драматургом, а в 1979—1981 годах — директором в городском «Театре Брандербурга». С 1981 по 1985 год Касторф — старший режиссёр в театре Анклама. Там же, в 1984 году, его спектакль по Бертольду Брехту «Барабаны в ночи» был запрещён под давлением со стороны СЕПГ. Дело дошло до дисциплинарного слушания, и он был уволен. В последующие годы Касторф работал в театре Карл-Маркс-Штадт, «Kulturinsel Halle», «Фольксбюне» и Немецком театре в Берлине. Его спектакль «Враг народа» по Генрику Ибсену был удостоен приглашения на театральный фестиваль ГДР.
В 1989 году работал в «Государственном театре Баварии» в Мюнхене («Мисс Сара Сампсон» по Лессингу) и в Schauspiel Köln («Гамлет» Уильяма Шекспира). В 1990 году был режиссёром Немецкого театра в Берлине. Его спектакль по Генрику Ибсену «Джон Габриэль Боркман» в 1991 году получил приглашение на Берлинский фестиваль. Горячую полемику вызвала его постановка в Базеле «Вильгельм Телль» (по Фридриху Шиллеру) к 700-летию Швейцарии. В пьесе он провёл параллели между Швейцарией и Германской Демократической Республикой. В 1992—2017 годах Касторф являлся директором театра «Фольксбюне» на площади Розы Люксембург в берлинском районе Митте. В 1993 году, в первый год его директорства, журнал «Театр сегодня» назвал «Фольксбюне» театром года.
В 1994 году был награждён премией Фрица Кортнера. В 1998 году он поставил в Базеле свою первую оперу — «Отелло» (Джузеппе Верди). В 2000 году он получил Берлинскую театральную премиюБерлинскую театральную премию, премию Фонда Королевства Норвегия и номинацию на премию «Nestroy»; В 2003 году был награждён премиями Международного института театра (ITI) и Фридриха Люфта. В 2002 и 2003 годах был «Режиссёром года» по версии журнала «Театр сегодня».
В 2004 году Касторф был художественным руководителем Рурского фестиваля. В 2013 году он поставил к 200-летию Рихарда Вагнера «Кольцо Нибелунга» (дирижёр Кирилл Петренко).

## Постановки
- 1978: «Энергичные люди» Василия Шукшина, Театр Грайфсвальд; «Золотые потоки стали» Карла Грюнберга (с режиссёром Манфредом Рафельдом), городской театр Бранденбурга
- 1980: «Экспедиция профессора Таратога» Станислава Лема, театр Бранденбурга
- 1981: «Ночь после выпуска», театр Анклам
- 1982: «Битва» Хайнера Мюллера, театр Анклам; «Отелло» Уильяма Шекспира, театр Анклам
- 1983: «Порядок» Хайнера Мюллера, театр Анклам
- 1984: «Барабаны в ночи» по Бертольду Брехту, театр Анклам
- 1985: «Кукольны дом» Генрика Ибсена, театр Анклам
- 1986: «Клавиго» Иоганна Вольфганга фон Гёте, театр Гера; «Строительство» Хайнера Мюллера, театр Карл-Маркс-Штадт; «Дом Бернарды Альбы» Федерико Гарсиа Лорки
- 1988: «Враг народа» по Генрику Ибсену, театр Карл-Маркс-Штадт; «Волоколамское шоссе I—IV» по Хайнеру Мюллеру театр Клейста во Франкфурте
- 1989: «Гамлет» Уильяма Шекспира, драматический театр в Кёльне; «Аякс» Софокла, театр Базеля; «Мисс Сара Сампсон» по Лессингу, Театр Принца-регента в Мюнхене
- 1990: «Стелла» Иоганна Вольфганга фон Гёте, Немецкий театр, Гамбург; «Разбойники» Фридриха Шиллера, «Фольксбюне», Берлин
- 1991: «Вильгельм Телль» Фридриха Шиллера, театр Базеля; «Торквато Тассо[нем.]» Иоганна Вольфганга фон Гёте, Баварский Национальный театр (сейчас Резиденц-театр, Мюнхен)
- 1992: «Король Лир» Уильяма Шекспира, «Фольксбюне», Берлин; «Незнакомцы в ночи» по Йохену Бергу[нем.], «Кино Вавилон[нем.]», Берлин
- 1993: «Заводной апельсин» Энтони Берджесса, «Фольксбюне», Берлин; «Алкеста» Еврипида, Венский фестиваль; «Женщина с моря» Генрика Ибсена, «Фольксбюне», Берлин
- 1994: «Битва» Хайнера Мюллера, «Фольксбюне», Берлин; «Дело Дантона» Станислава Пшибышевского, «Фольксбюне», Берлин
- 1995: «Привал, или Этим все занимаются / Stecken, Stab und Stangl: Raststätte (und andere) neue Theaterstücke» Эльфриды Елинек, Немецкий театр, Гамбург; «Die Nibelungen» Фридриха Хеббеля, «Фольксбюне», Берлин; Нибелунг «II — Born Bad» Фридриха Хеббеля, «Фольксбюне», Берлин; «Пельмени» Владимира Георгиевича Сорокина, «Фольксбюне», Берлин; «Не удалась идея» Даниила Хармса, «Фольксбюне» (Пратер), Берлин
- 1996: «Господин Пунтила и его слуга Матти» Бертольда Брехта, Немецкий театр, Гамбург; «Золотые потоки стали» / «Волоколамского шоссе» Карла Грюнберга и Хайнера Мюллера, «Фольксбюне», Берлин; «Заказ» по Хайнеру Мюллеру, Берлинер ансамбль; «Маркиз де Сад» Чарльза Мере[нем.], драматический театр в Бохуме
- 1997: «Ткачи» по Герхарту Гауптману, «Фольксбюне», Берлин; «Летучая мышь» Иоганна Штрауса, Немецкий театр Гамбург; «Чёрные флаги» по Августу Стриндбергу, Стокгольм; «На игле» по Ирвину Уэлшу, «Фольксбюне», Берлин
- 1998: «Грязные руки[англ.]» по Жан-Поль Сартру, «Фольксбюне», Берлин
- 1999: «Ричард II» Уильяма Шекспира, «Фольксбюне» (Пратер), Берлин; «Бесы» Фёдора Достоевского, Венский фестиваль (Бургтеатр, Вена); «Генрих VI» Уильяма Шекспира, «Фольксбюне»(Пратер), Берлин; «Калигула» Альберта Камю, «Фольксбюне»
- 2000: «Отечество» Роберта Харриса (мировая премьера), Немецкий театр Гамбург; «Трамвай Желание» Теннесси Уильямса, Зальцбург, Берлинский фестиваль (Государственный театр Зальцбурга); «Элементарные частицы» Мишеля Уэльбека, «Фольксбюне», Берлин
- 2001: «Берлин, Александерплац» Альфреда Деблина, театр Цюриха; «Униженные и оскорбленные» Фёдора Достоевского, Венский фестиваль
- 2002: «Идиот» Фёдора Достоевского, «Фольксбюне», Берлин; «Мастер и Маргарита» Михаила Булгакова, копродукция: Венский фестиваль / «Фольксбюне», Берлин[5]
- 2003: «Траур Электре к лицу» по Юджину О’Нилу, театр в Цюрихе; «Forever Young» (Сладкоголосая птица юности), копродукция: Венский фестиваль / «Фольксбюне», Берлин
- 2004: «Кокаин» (мировая премьера), «Фольксбюне», Берлин; «Жадность к золоту» по Фрэнку Норрису, копродукция: Рурский фестиваль Реклингхаузен / «Фольксбюне», Берлин; «Моя Снежная королева» Франк Касторф по Гансу Христиану Андерсену (мировая премьера), «Фольксбюне», Берлин
- 2005: «Преступление и наказание» Фёдора Достоевского, Венский фестиваль (Театр ан дер Вин)
- 2006: «В джунглях городов[англ.]» по Бертольду Брехту, «Фольксбюне», Берлин; «Нюрнбергские мейстерзингеры» Рихарда Вагнера и Эрнста Толлера, Гранд Театра де ля Вилль де Люксембург
- 2007: «К северу» по Луи-Фердинанду Селину, Венский фестиваль (Музейный Зал E);«Эмиль и сыщики» Эриха Кестнера (2 версии: 9+ и 17+), «Фольксбюне», Берлин
- 2008: «Отвали, Америка» по Эдуарду Лимонову, «Фольксбюне», Берлин; «Действие / Маузер» Бертольда Брехта и Хайнера Мюллера, «Фольксбюне», Берлин; «Фауст» Иоганна Вольфганга фон Гёте, «Фольксбюне», Берлин; «Гамлетмашина» по Хайнеру Мюллеру, «Фольксбюне», Берлин;
- 2009: «Hulla di Bulla или Amanullah Amanullah» по Францу Арнольду и Эрнсту Баху[нем.], «Фольксбюне», Берлин; «Медея» Луция Сенеки, «Фольксбюне» (Agora), Берлин
- 2010: «В Москву! В Москву!» по Антону Чехову, Венский фестиваль (Музейный Зал E)[6]
- 2011: «Игрок» Фёдора Достоевского, Венский фестиваль (Театр ан дер Вин); «Казимир и Каролина[нем.]» по Эдёну фон Хорвату, Баварский Национальный театр (ныне Резиденц-театр)
- 2012: «Дама с камелиями» Александра Дюма, Одеон Театр, Париж; «Маркиза фон O…» Генриха фон Клейста, «Фольксбюне», Берлин; «Америка» Франца Кафки, театр Цюриха; «Скупой» Мольера, «Фольксбюне», Берлин; «Хозяйка» Федора Достоевского, «Фольксбюне», Берлин.
- 2013: «Дуэль» Антона Чехова, «Фольксбюне», Берлин; «Путешествие на край ночи» Луи-Фердинанда Селина, Резиденц-театр Мюнхена
- 2014: «Коронация Ричарда III», Ханса Хенни Янна, Бургтеатр, Вена
- 2017: «Фауст» И. Гёте, «Фольксбюне»

## Награды и участие в фестивалях
- Berliner Theatertreffen — 1990, 1991, 1993, 1995, 1997, 1999, 2000, 2001, 2002, 2003 (дважды), 2014,2018
- Премия Шиллера[нем.] (Мангейм) — 2002
- Орден За заслуги перед Федеративной землей Берлин — 2003
- Берлинский медведь — 2014